# Flandern-Rundfahrt 1970
Die Flandern-Rundfahrt 1970 war die 54. Austragung der Flandern-Rundfahrt, eines eintägigen Straßenradrennens. Es wurde am 5. April 1970 über eine Distanz von 265 km ausgetragen.
Das Rennen wurde von Eric Leman vor Walter Godefroot und Eddy Merckx gewonnen.

## Teilnehmende Mannschaften
| Profi-Radsportteams (13)- Flandria-Mars - Salvarani - Faemino-Faema - Geens-Watney - BiC - Dreher - Dr. Mann-Grundig - Willem II-Gazelle - Peugeot-BP-Michelin - Hertekamp-Magniflex - Fagor-Mercier-Hutchinson - Sonolor-Lejeune - Goldor-Fryns-Elvé |
| |

## Ergebnis
|    | Fahrer               | Team              | Zeit      |
| -- | -------------------- | ----------------- | --------- |
| 1  | Eric Leman           | Flandria–Mars     | 6h 24' 0" |
| 2  | Walter Godefroot     | Salvarani         | gl. Zeit  |
| 3  | Eddy Merckx          | Faemino-Faema     | + 10"     |
| 4  | Frans Verbeeck       | Geens–Watney      | gl. Zeit  |
| 5  | Roger Rosiers        | BiC               | gl. Zeit  |
| 6  | Jean-Pierre Monseré  | Flandria–Mars     | + 25"     |
| 7  | Patrick Sercu        | Dreher            | gl. Zeit  |
| 8  | Jan Janssen          | BiC               | gl. Zeit  |
| 9  | Daniel Van Ryckeghem | Dr. Mann-Grundig  | gl. Zeit  |
| 10 | Evert Dolman         | Willem II–Gazelle | gl. Zeit  |